# Megaceria opheltes
Megaceria opheltes är en stekelart som beskrevs av Gyöö Viktor Szépligeti 1908. Megaceria opheltes ingår i släktet Megaceria och familjen brokparasitsteklar. Inga underarter finns listade i Catalogue of Life.